# Spoorlijn Laveline-devant-Bruyères - Gérardmer
De spoorlijn Laveline-devant-Bruyères - Gérardmer is een voormalige spoorlijn in de Franse Vogezen en loopt van Laveline-devant-Bruyères naar Gérardmer via het dal van de Vologne. De lijn was 18,0 km lang en heeft als lijnnummer 063 000. Voorheen heeft de lijn de nummers 185 SNCF-nummering of 187 nummering Est gehad.

## Geschiedenis
De lijn werd tussen 1874 en 1878 aangelegd en in gebruik genomen door de Compagnie du Chemin de fer des Vosges. De delen tussen Laveline-devant-Bruyères - Granges-sur-Vologne en Granges - Gérardmer werden apart aangelegd en geëxploiteerd. Tussen 1883 en 1936 was de Compagnie des chemins de fer de l'Est de exploitant en hierna de SNCF. De lijn werd in 1988 gesloten. In de toeristenseizoenen reed er eenmaal per dag een directe trein vanuit Parijs naar Gérardmer.

## Aansluitingen
In de volgende plaats was er een aansluiting op de volgende spoorlijn:
Laveline-devant-Bruyères
RFN 062 000, spoorlijn tussen Arches en Saint-Dié

## Galerij

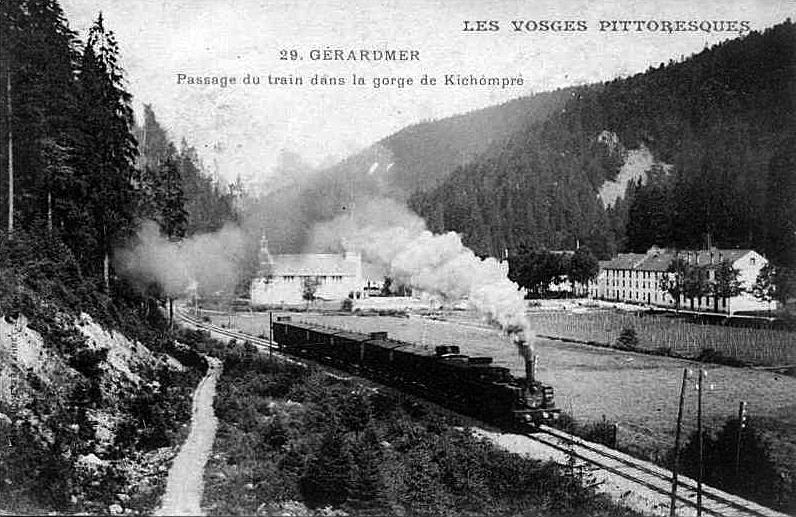
Trein bij Kichompré in 1900
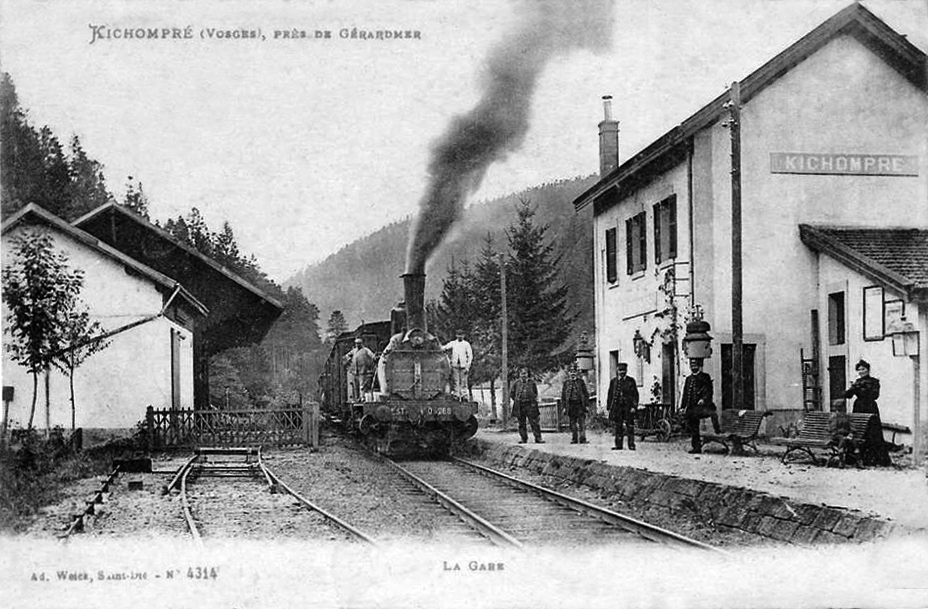
Station Kichompré rond 1900